# Tycherus socialis
Tycherus socialis är en stekelart som först beskrevs av Julius Theodor Christian Ratzeburg 1852.  Tycherus socialis ingår i släktet Tycherus och familjen brokparasitsteklar. Arten är reproducerande i Sverige. Inga underarter finns listade i Catalogue of Life.